# Holohlavy
Holohlavy là một làng thuộc huyện Hradec Králové, vùng Královéhradecký, Cộng hòa Séc.